# Блез Компаоре
Блез Компаоре́ е президент на Буркина Фасо от 15 октомври 1987 до 31 октомври 2014 г.
Военен от кариерата, Компаоре заема в периода от 1977 до 1982 г. командни длъжности на разни нива в парашутно-десантните сили на страната, командва и център за подготовка на командоси.
Организатор е на преврата от 1983 г., завършил с идването на власт в страната на Томас Санкара. На 15 октомври 1987 г. организира нов преврат, завършил със смъртта на Санкара.
От 1987 г. е президент на Буркина Фасо. Няколко пъти през своето президентско управление е също и министър на отбраната. Преизбиран е 3 пъти – през 1991, 1998, 2005 г. При последните избори парламентът внася в конституцията поправка, отменяща ограничението на броя президентски мандати. На изборите през 2010 г. отново е преизбран – с 80,15 % от гласовете.
След продължителни безредици на 31 октомври 2014 г. се изтегля с въоръжена колона към Гана и оставката му е огласена от висш представител на властта.